# 志茂山剛
志茂山 剛（しもやま つよし、1903年7月16日 - 没年不詳）は、日本の俳優である。

## 人物・来歴
1903年（明治36年）7月16日、秋田県に生まれる。
のちに京都に移り、勝見庸太郎に入門、1922年（大正11年）には旧制・東山中学校（現在の東山高等学校）を卒業している。1926年（大正15年）、勝見が「勝見庸太郎プロダクション」を設立、マキノ・プロダクションと配給提携を交わし、映画の製作を開始すると、それに参加する。その後、島耕二と離婚した大谷良子と結婚している。
1937年（昭和12年）には、日活京都撮影所に入社、多く脇役を務めた。1942年（昭和17年）1月27日、戦時統合によって大映が設立され、日活京都撮影所は大映京都撮影所となり、志茂山は同社に継続入社する。
第二次世界大戦後は、高村将嗣（高村正次）の宝プロダクションを経て、宝塚映画製作所に入社した。満55歳となった1958年（昭和33年）11月18日に公開された木村恵吾監督の『野良猫』以降の出演記録はなく、消息もわからない。没年不詳。

## フィルモグラフィ
すべてクレジットは「出演」である。東京国立近代美術館フィルムセンター（NFC）所蔵等の上映用プリントの現存状況についても記す。同センター等に所蔵されていないものは、とくに1940年代以前の作品についてはほぼ現存しないフィルムである。

### 勝見庸太郎プロダクション
特筆以外すべて製作は「勝見庸太郎プロダクション」、配給は「マキノ・プロダクション」である。
- 『人間治郎吉』 : 監督勝見正義、1927年4月29日公開 - 下剃
- 『軍太万才』 : 監督勝見庸太郎、1929年4月14日公開 - 医者竹村
- 『義士外伝 馬喰の丑五郎』 : 監督勝見庸太郎、1929年9月13日公開 - 村の若者清太
- 『風来坊』 : 監督勝見庸太郎、1929年10月24日公開 - 寝太郎
- 『大逆倫』 : 監督勝見正義、1929年11月22日公開 - 氏家平六
- 『学生三代記 昭和時代』 : 監督マキノ正博・川浪良太・滝沢英輔、製作・配給マキノ・プロダクション、1930年4月10日公開 - 現存[8]
- 『メリケンジャプ』 : 監督勝見庸太郎、1930年7月1日公開

- 『辻占売の少女』 : 監督鈴木日出男、製作・配給宝塚キネマ興行、1933年3月26日公開 - 任侠の人 臼井[9]、7分の断片が現存（NFC所蔵[7]）

### 日活京都撮影所
すべて製作は「日活京都撮影所」、配給は「日活」である。
- 『浮名三味線 第一絃』 : 監督荒井良平、1937年5月19日公開 - 子分・ベロ亀[10]
- 『宮本武蔵』 : 監督尾崎純、1937年6月10日公開 - 鎧武者・丁[4]
- 『曠原の魂』 : 監督稲垣浩、1937年9月1日公開
- 『忍道血風録』 : 監督菅沼完二、1937年11月25日公開 - 宮田助七[4]
- 『血煙高田の馬場』 : 監督マキノ正博・稲垣浩、1937年12月31日公開 - 仲間 乙、現存（NFC所蔵[7]）
- 『白浪五人男』 : 監督荒井良平、1938年1月7日公開 - 伊勢守用人・秋山[4]
- 『忠臣蔵 地の巻』 : 監督池田富保、1938年3月31日公開 - 大石若党八左衛門、現存（NFC所蔵[7]）
- 『忠臣蔵 天の巻』 : 監督マキノ正博、1938年3月31日公開 - 大石若党八左衛門、現存（NFC所蔵[7]）
- 『右門捕物帖 血染の手形』（『血染めの手形』） : 監督荒井良平、1938年4月28日公開 - 中泉直[4]
- 『出世太閤記』 : 監督稲垣浩、1938年6月17日公開 - 木下弥右衛門
- 『闇の影法師』 : 監督稲垣浩、1938年7月14日公開 - 馬室小平次[11]
- 『髑髏銭 前篇 風の巻』 : 監督辻吉郎、1938年7月31日公開 - 西田順遠、総集篇が現存[4]
- 『髑髏銭 後篇 雲の巻』 : 監督辻吉郎、1938年8月10日公開 - 西田順遠、総集篇が現存[4]
- 『業平の千太郎』 : 監督荒井良平、1938年8月18日公開 - 古金買の金助[12]
- 『鞍馬天狗 竜攘虎搏の巻』 : 監督松田定次、1938年11月1日公開 - 小曽根辰馬、現存（NFC所蔵[7]）
- 『右門捕物帖 拾万両秘聞』 : 監督荒井良平、1939年1月5日公開 - 用人源太夫、現存[4]
- 『武士道の鬼』 : 監督倉谷勇、1939年2月8日公開 - 菱川藤四郎[4]
- 『王政復古 担龍篇 双虎篇』 : 監督池田富保、1939年3月30日公開 - 高塚武時[4]
- 『妙法院勘八』 : 監督辻吉朗、1939年5月11日公開 - 田代源内[4]
- 『尊王村塾』 : 監督稲垣浩、1939年5月18日公開 - 丹羽信吾[4]
- 『山彦呪文』 : 監督菅沼完二、1939年8月10日公開 - 城伝五佐[4]
- 『牢獄の花嫁』 : 監督荒井良平、1939年8月17日公開 - 門番、総集篇が現存[4]
- 『牢獄の花嫁 解決篇』 : 監督荒井良平、1939年9月28日公開 - 門番、総集篇が現存[4]
- 『戦鼓』 : 監督倉谷勇、1939年9月14日公開 - 農夫・太郎吉[4]
- 『無明有明 前篇』 : 監督松田定次、1939年10月19日公開 - 田川
- 『無明有明 後篇』 : 監督松田定次、1939年12月1日公開 - 田川
- 『鍔鳴浪人 前篇』 : 監督荒井良平、1939年12月30日公開 - 佐吉、現存[4]
- 『鍔鳴浪人 後篇』 : 監督荒井良平、1940年1月6日公開 - 佐吉、現存[4]
- 『弥次喜多 名君初上り』 : 監督マキノ正博、1940年1月13日公開 - 唄う矢場の客
- 『宮本武蔵 第一部 草分の人々 第二部 栄達の門』 : 監督稲垣浩、1940年3月31日公開 - 土工太作[13]、二部三部総集篇が現存[4]
- 『宮本武蔵 剣心一路』（『宮本武蔵 第三部 剣心一路』） : 監督稲垣浩、1940年4月18日公開 - 土工太作[14]、二部三部総集篇が現存[4]
- 『大楠公』 : 監督池田富保、1940年6月16日公開 - 軍兵銀兵衛
- 『折鶴秘帖』 : 監督紙恭平、1940年7月13日公開 - 早川安之助
- 『牢獄の狼』 : 監督松田定次、1940年8月1日公開 - 囚人・与八[4]
- 『鳥人』 : 監督丸根賛太郎、1940年10月24日公開 - 番頭久兵衛、現存[4]
- 『北海に叫ぶ武士』 : 監督松田定次、1940年11月28日公開 - 橋田郷平[4]
- 『神変麝香猫 第一部 地獄の門』 : 監督荒井良平、1940年12月30日公開 - 吉田初右衛門[4]
- 『神変麝香猫 解決篇』 : 監督荒井良平、1941年3月15日公開 - 吉田初右衛門[4]
- 『海を渡る祭礼』 : 監督稲垣浩、1941年5月4日公開 - とんとろの忠助、現存（NFC所蔵[7]）
- 『江戸最後の日』 : 監督稲垣浩、1941年11月28日公開 - 官軍兵士森
- 『決戦奇兵隊』 : 監督丸根賛太郎、1941年12月30日公開 - 家老、現存（NFC所蔵[7]）
- 『柳生大乗剣』 : 監督池田富保、1942年1月14日公開 - 木樵・茂作[4]
- 『宮本武蔵 一乗寺決闘』 : 監督稲垣浩、1942年3月25日公開 - 横田道三、現存（NFC所蔵[7]）

### 大映京都撮影所
特筆以外すべて製作は「大映京都撮影所」、配給は「映画配給社」である。
- 『維新の曲』 : 監督牛原虚彦、1942年5月14日公開 - 藤堂兵助、現存（NFC所蔵[7]）
- 『大阪町人』 : 監督森一生、1942年6月11日公開 - 加島徳兵衛[15]、現存（NFC所蔵[7]）
- 『独眼龍政宗』 : 監督稲垣浩、1942年7月2日公開 - 現存（NFC所蔵[7]）
- 『伊賀の水月』 : 監督池田富保、1942年8月13日公開 - 若党武右衛門
- 『鞍馬天狗』 : 監督伊藤大輔、1942年10月29日公開 - 庄司、現存（NFC所蔵[7]）
- 『護る影』（『御存じ右門 護る影』） : 監督西原孝、1943年2月25日公開 - 現存（NFC所蔵[7]）
- 『決闘般若坂』（『宮本武藏 決鬪般若坂』） : 監督伊藤大輔、1943年7月15日公開 - 桝屋老人、現存（NFC所蔵[7]）
- 『マリア・ルーズ號事件 奴隷船』 : 監督丸根賛太郎、1943年9月2日公開 - 支那人程
- 『無法松の一生』 : 監督稲垣浩、1943年10月28日公開 - オチニの薬売り、現存（NFC所蔵[7]）
- 『お馬は七十七万石』 : 監督安田公義、1944年2月24日公開 - 伯樂[16]、現存（NFC所蔵[7]）
- 『高田馬場前後』 : 監督松田定次、1944年6月22日公開 - 下僕喜助

- 『にっぽんGメン 第二話 難船崎の血闘』 : 監督松田定次、製作東横映画、配給東京映画配給、1950年1月3日公開 - 船員D[17]、現存（NFC所蔵[7]）
- 『天草秘聞 南蛮頭巾』 : 監督丸根賛太郎、製作宝プロダクション、配給東映、1952年5月22日公開 - 大須賀三平[18]、現存（NFC所蔵[7]）
- 『地雷火組』 : 監督並木鏡太郎、製作宝プロダクション、配給東映、1953年8月4日公開 - 現存（NFC所蔵[7]）

### 宝塚映画製作所
特筆以外すべて製作は「宝塚映画製作所」、配給は「東宝」である。
- 『暖風』 : 監督内村祿哉、1953年1月29日公開
- 『天狗の源内』 : 監督倉谷勇、1953年2月25日公開 - 里見金吾
- 『悲剣乙女桜』 : 監督野淵昶、1953年3月5日公開 - 田丸屋九左衛門
- 『トンチンカン 怪盗火の玉小僧』 : 監督斎藤寅次郎、1953年4月1日公開 - 源作
- 『旅はそよ風』 : 監督稲垣浩、1953年5月7日公開 - いかさまの吉
- 『トンチンカン八犬伝』（『トンチンカン八犬傳』） : 監督並木鏡太郎、1953年6月17日公開 - 志津三郎
- 『かっぱ六銃士』 : 監督斎藤寅次郎、1953年8月26日公開
- 『鉄腕涙あり』 : 監督滝沢英輔、1953年10月27日公開
- 『鞍馬天狗斬り込む』 : 監督安達伸生、1953年12月29日公開 - 大助
- 『今宵ひと夜を』 : 監督千葉泰樹、1954年2月3日公開 - 網元
- 『右門捕物帖 妖気屋敷』（『右門捕物帖 妖鬼屋敷』） : 監督毛利正樹、1954年3月24日公開 - 目明し
- 『風流あじろ笠』 : 監督丸根賛太郎、1954年5月26日公開 - 七造
- 『鞍馬天狗 疾風八百八町』 : 監督志村敏夫、1954年7月21日公開 - 伝内の輩下
- 『怪傑鷹 第一篇 蛟竜風雲の巻』 : 監督ロクヘイ・ススキタ、1954年10月6日公開 - 又八
- 『怪傑鷹 第二篇 奔流怒濤の巻』 : 監督ロクヘイ・ススキタ、1954年10月13日公開 - 又八
- 『怪傑鷹 第三篇 剣風乱舞の巻』 : 監督ロクヘイ・ススキタ、1954年10月27日公開 - 又八
- 『仇討珍剣法』 : 監督斎藤寅次郎、1954年10月27日公開
- 『照る日くもる日 前篇』 : 監督志村敏夫、1954年12月8日公開 - 同心
- 『岩見重太郎 決戦天の橋立』 : 監督渡辺邦男、1954年12月29日公開 - 伊藤の門弟
- 『海の小扇太』 : 監督志村敏夫、1955年6月29日公開 - 奴隷
- 『箱入娘と番頭』 : 監督青柳信雄、1956年7月26日公開 - てんぷらやの客A
- 『太夫さんより 女体は哀しく』 : 監督稲垣浩、1957年10月1日公開 - 現存（NFC所蔵[7]）
- 『別れの波止場』 : 監督山崎裕理、1958年2月26日公開 - のみ屋の客
- 『野良猫』 : 監督木村恵吾、1958年11月18日公開 - おでん屋の爺